# 今治市の小学校一覧
今治市の小学校一覧（いまばりしのしょうがっこういちらん）は、愛媛県今治市にある小学校の一覧である。

## 今治市の小学校一覧

### 旧今治市地域
- 今治市立清水小学校
- 今治市立乃万小学校
- 今治市立富田小学校
- 今治市立桜井小学校
- 今治市立波止浜小学校
- 今治市立立花小学校
- 今治市立近見小学校
- 今治市立常盤小学校
- 今治市立国分小学校
- 今治市立別宮小学校
- 今治市立日高小学校
- 今治市立鳥生小学校
- 今治市立吹揚小学校

### 朝倉地域
- 今治市立朝倉小学校

### 玉川地域
- 今治市立鴨部小学校
- 今治市立九和小学校

### 波方・大西・菊間地域
- 今治市立波方小学校
- 今治市立大西小学校
- 今治市立亀岡小学校
- 今治市立菊間小学校

### 島部
- 今治市立吉海小学校
- 今治市立宮窪小学校
- 今治市立伯方小学校
- 今治市立上浦小学校
- 今治市立大三島小学校
- 今治市立岡村小学校

## 合併後廃校となった小学校
- 今治市立有津小学校(2007年伯方小に統合)
- 今治市立北浦小学校(同上)
- 今治市立伊方小学校(同上)
- 今治市立下朝小学校(2014年統合により今治市立朝倉小学校へ)
- 今治市立上朝小学校(同上)
- 今治市立今治小学校(2015年統合により今治市立吹揚小学校へ)
- 今治市立美須賀小学校(同上)
- 今治市立日吉小学校(同上)
- 今治市立城東小学校(同上)

## 合併以前に廃校となった小学校
- 上浦町立盛小学校（現：しまなみふれあい交流館）
- 宮窪町立四阪島小学校
- 関前村立大下小学校
- 菊間町立歌仙小学校